# Phorbe

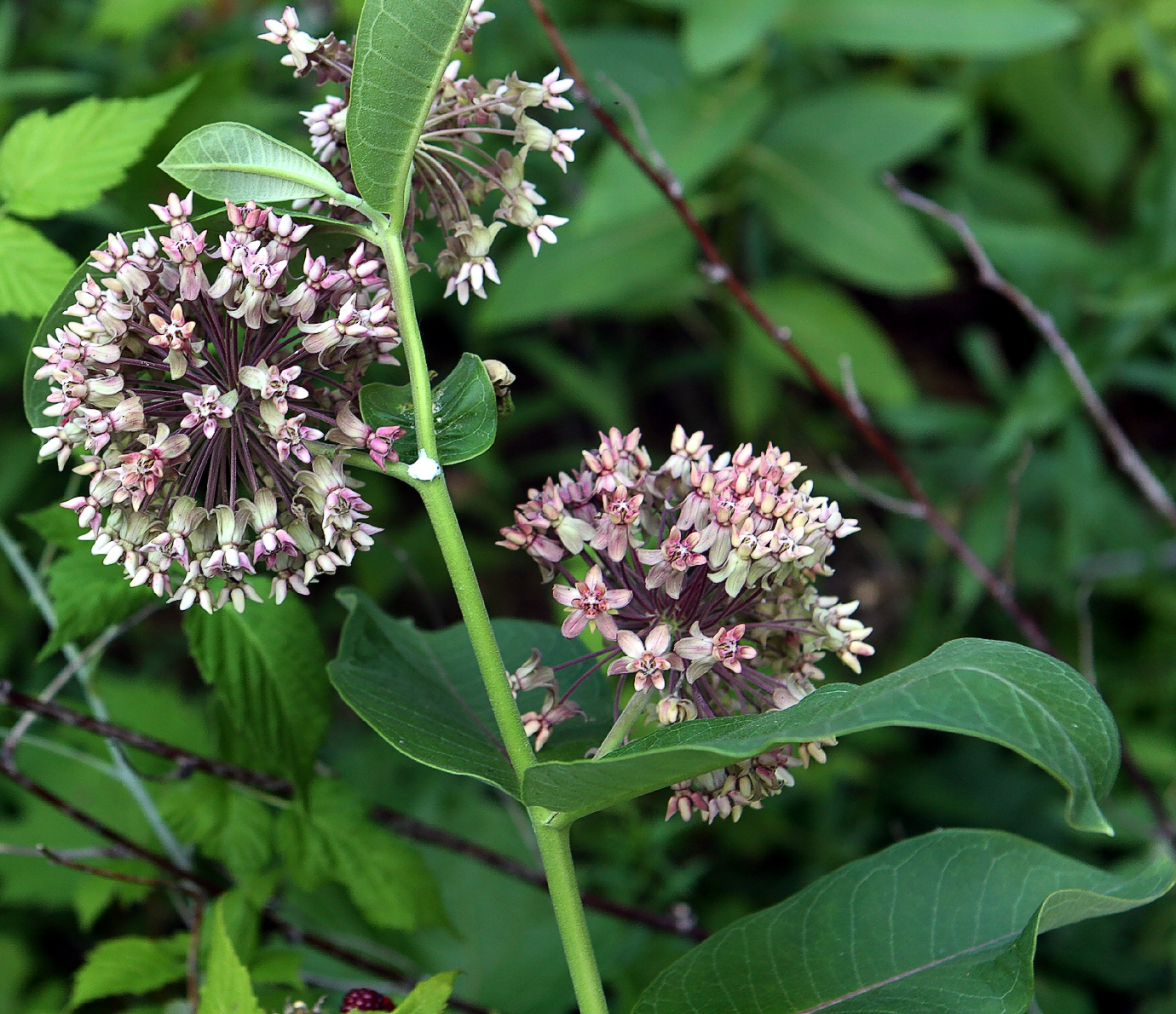
Exemple de phorbe, l'asclépiade.

Une phorbe (du grec, φορβή (phorbḗ), « pâture ») est une plante herbacée à feuilles larges à bords non parallèles. La plupart d'entre elles appartient au groupe des dicotylédones. Il peut s'agir de plantes annuelles, bisannuelles ou vivaces, mais toujours dépourvues de tissus ligneux. Ce terme s'oppose à graminoïde, qui désigne des plantes herbacées à feuilles étroites et linéaires, comme les graminées, carex et joncs. 
Exemples de phorbes : trèfle, tournesol, hémérocalle, asclépiade.
Une formation végétale à dominante de phorbes est une phorbaie. Les phorbes de grande taille sont les constituants de la mégaphorbiaie, formation végétale des sols frais et humides.